# Большой Морец
Большой Морец — село в Еланском районе Волгоградской области России, административный центр и единственный населённый пункт Большеморецкого сельского поселения.
Население — 1291 (2021)

## История
Село Большой Морец основано в 1777 году. Под названием Морец село обозначено на подробной карте Российской империи 1816 года, село входило в состав Аткарского уезда Саратовской губернии. В государственном архиве Волгоградской области сохранилась репринтная книга 1886 года, где есть некоторые сведения о Большом Морце. В ней указана примерная дата основания села на берегу озера Морец. Вначале поселок примерно на 213 дворов состоял из крестьян, выселившихся из села Терса. К ним постепенно стали присоединяться другие выходцы, большей части из Тамбовской губернии. 
По Х ревизской сказке 1858 года, в селе значилось бывших однодворцев 154 семей, 878 душ мужского пола и 925 женского пола и ясачных крестьян 57 семей, 280 душ мужского пола и 311 душ женского. В пользовании у них было 14903 десятин удобной земли. 
Ясачные люди иногда селились в северной части современной Волгоградской области в период 1750-1900 гг. Это были тюркоязычные выходцы из некоторых частей современной Самарской, Ульяновской, Пензенской, Саратовской, Тамбовской областей, которые по большей мере были потомками татар-мишарей и средних и нижних чувашей, последние преобладали над первыми. Некоторые происходили из тептярей. Переселившись сюда, они снова переходили на полукочевой образ хозяйствования, плотно общаясь с проживавшими здесь казаками. Часть ясачных людей была последними ассимилирована . Так же происходило и заселение этих мест крестьянами-малороссами и южными великороссами, астраханскими, ногайскими, крымскими и кубанскими татарами, черкесами, кумыками, калмыками, киргиз-кайсаками, каракалпаками и приходившими сюда разнообразными торговцами. 
В песне "Уж ты, степь моя, степь, степь Моздокская" говорится о лихой жизни в этих землях вплоть до нынешнего Саратова. В XVIII в. мурзы многих кавказских народов устраивали набеги на эти территории, нередко к ним присоединялись и казаки. 
В 1880 году выделялось 20х100 сажен земли под сенокос, 1883 году из-под выгона под бахчи было запахано 2х100 сажен на душу населения. Кроме того, деды и прадеды нынешних жителей пахали степь кто где хотел, вплоть до села Таловки. 
Согласно Списку населённых мест Аткарского уезда 1914 года (по сведениям за 1911 год) село Морец (оно же Покровское) относилось к Богородской волости (волостное село - Вязовка (Богородское)), село населяли бывшие государственные крестьяне, великороссы, всего 3913 мужчин и 4005 женщин. В селе имелись церковь, церковная и земская школы, школа грамотности.
В 1921 году село было перечислено из Аткарского уезда в новый Еланский уезд. В 1923 году в связи с упразднением Еланского уезда включено в состав укрупнённой Еланской волости Балашовского уезда
В 1928 году село включено в состав Еланского района Камышинского округа (упразднён в 1930 году) Нижне-Волжского края (с 1934 года — Сталинградского края, с 1936 года — Сталинградской области). Село являлось центром Больше-Морецкого сельсовета.

## География
Село находится в пределах Хопёрско-Бузулукской равнины, являющейся южным окончанием Окско-Донской низменности, на берегу ерика Морец (рукав реки Терса), на высоте около 110 метров над уровнем моря. Село расположено в зоне настоящих степей, на границе аллювиально-аккумулятивного и ледникового аккумулятивно-денудационного типов ландшафтов. Для поймы и низких террас Терсы характерны плоские и гривисто-западинные равнины, с руслами, протоками, редкими небольшими участками дубовых и ольховых лесов, массивами лугов, участками сельскохозяйственных земель; для вышележащей местности - равнины пологоувалистые и волнистые, среднечетвертичные, с балками, местами с западинно-потяжинным микрорельефом, с сельскохозяйственными землями, участками луговых степей, лугов, широколиственных и мелколиственных лесов.
Почвы: в пойме Терсы — пойменные слабокислые и нейтральные, выше по склону — чернозёмы южные.
По автомобильным дорогам расстояние до областного центра города Волгоград составляет 320 км, до районного центра рабочего посёлка Елань — 14 км.
Климат
Климат умеренный континентальный (согласно классификации климатов Кёппена — Dfb). Многолетняя норма осадков — 452 мм. В течение города количество выпадающих атмосферных осадков распределяется относительно равномерно: наибольшее количество осадков выпадает в июне — 53 мм, наименьшее в марте — 23 мм. Среднегодовая температура положительная и составляет + 6,3 °С, средняя температура самого холодного месяца января −10,0 °С, самого жаркого месяца июля +21,6 °С.
Часовой пояс
Большой Морец, как и вся Волгоградская область, находится в часовой зоне МСК (московское время). Смещение применяемого времени относительно UTC составляет +3:00.

## Население
Динамика численности населения по годам:
| 1859 | 1897 | 1911 | 1987  | 2002 |
| ---- | ---- | ---- | ----- | ---- |
| 3957 | 4859 | 7918 | ≈1400 | 1444 |

| 2010  | 2012  | 2013  | 2014  | 2015  | 2016  | 2017  |
| ----- | ----- | ----- | ----- | ----- | ----- | ----- |
| 1438  | ↘1419 | ↗1426 | ↘1421 | ↘1408 | ↘1405 | ↘1384 |
| 2018  | 2019  | 2020  | 2021  |       |       |       |
| ↘1372 | ↘1338 | ↘1311 | ↘1291 |       |       |       |

## Литературный путеводитель «Большой Морец. Это моя земля»
В селе родилась армянская и российская писательница Елена Шуваева-Петросян. В 2020 году она выпустила в издательстве Это моя земля литературный путеводитель, посвященный родному селу:
- Елена Шуваева-Петросян. Большой Морец. Это моя земля. Литературный путеводитель. — Москва: Издательские решения (По лицензии Ridero), 2020. — 124 с. — ISBN 978-5-0051-3499-8.